# Халік Марданов
Халік Марданов (азерб. Xaliq Mərdanov; нар. 31 березня 1971, Азербайджанська РСР) — радянський та азербайджанський футболіст, півзахисник. Виступав за національну збірну Азербайджану.

## Клубна кар'єра
Вихованець азербайджанського футболу.
Розпочинав кар'єру 1988 року в клубі Другої ліги СРСР «Кяпаз» з міста Кіровобад, у 1989 перейшов до «Нафтчі» з Баку, але так і не зіграв в «Нафтчі», через що повернувся до «Кяпаза», який у 1991 році мав назву «Динамо». Після розпаду СРСР, як і багато провідних азербайджанських футболістів, перебрався до Росії, грав за «Терек» з Грозного.
З 1994 по 1999 рік знову грав за «Кяпаз», у складі якого став триразовим чемпіоном країни у 1995, 1998 та 1999 роках. 1999 року перейшов до «Шамкіра», з яким тричі поспіль виграв золоті медалі чемпіонату.
З 2005 по 2006 роки знову грав у «Кяпазі», але після того, як наступного року команда знялася, перейшов до агдамського «Карабаха», де й завершив кар'єру, складав із Саміром Мусаєвим гострий атакувальний тандем.

## Кар'єра в збірній
У національній збірній Азербайджану з 1994 до 2001 року провів 6 матчів, забитими м'ячами не відзначався.

## Досягнення
«Кяпаз»
- Прем'єр-ліга Азербайджану
  -  Чемпіон (3): 1994/95, 1997/98, 1998/99
  -  Бронзовий призер (2): 1993/94, 1995/96

- Кубок Азербайджану
  -  Володар (3): 1993/94, 1996/97, 1997/98

«Шамкір»
- Прем'єр-ліга Азербайджану
  -  Чемпіон (3): 1999/2000, 2000/01, 2001/02
  -  Срібний призер (1): 2003/04

- Кубок Азербайджану
  -  Фіналіст (2): 2001/02, 2003/04